# إينوك ويست
إينوك ويست (بالإنجليزية: Enoch West)‏ (31 مارس 1886 في المملكة المتحدة - 1 يناير 1965) هو لاعب كرة قدم بريطاني (وحمل سابقاً جنسية المملكة المتحدة لبريطانيا العظمى وأيرلندا) في مركز الهجوم. لعب مع شيفيلد يونايتد ومانشستر يونايتد ونوتينغهام فورست.

## وصلات خارجية
- إينوك ويست على موقع عالم كرة القدم.نت (الإنجليزية)